# Гура Ваиј (Брашов)
Гура Ваиј (рум. Gura Văii) насеље је у Румунији у округу Брашов у општини Реча. Oпштина се налази на надморској висини од 555 m.

## Становништво
Према подацима из 2002. године у насељу је живело 443 становника.

### Попис2002.
| Расподела становништва по националности 2002.‍ | Расподела становништва по националности 2002.‍ | Расподела становништва по националности 2002.‍ | Расподела становништва по националности 2002.‍ | Расподела становништва по националности 2002.‍ |
| --------------------------------------------- | --------------------------------------------- | --------------------------------------------- | --------------------------------------------- | --------------------------------------------- |
|                                               |                                               |                                               |                                               |                                               |
| Румуни                                        | Румуни                                        |                                               | 363                                           | 81,9%                                         |
| Роми                                          | Роми                                          |                                               | 80                                            | 18,1%                                         |